# Antoine de Moret
Pour les articles homonymes, voir Moret.
Antoine de Moret est un proche d'Henri IV et est de religion calviniste.

## Biographie
Il est écuyer, seigneur de Réau et du Chesne-Bécquard, commandant du château du Couldray, fils de Marc de Moret, écuyer, seigneur de Réau, du Chesne-Bécquard et de Saint-Désiré, et de Marguerite de Mercastel.
Il est chambellan et conseiller au conseil d’État privé du Roi de Navarre, gentilhomme de la Chambre, en 1586, ambassadeur.
Le roi de Navarre, futur Henri IV de France, l'utilise régulièrement comme ambassadeur et négociateur, tâche où il remporte des succès. Notamment en février 1586, en Suisse, en Allemagne et à Venise, vers le roi de France, Henri III, à Paris, en décembre 1586, à l’occasion des conférences de Saint-Brice, en 1587, à Strasbourg et en Suisse, en 1588, en Guyenne, en Languedoc, en Dauphiné et en Allemagne, en 1589, de nouveau en Allemagne.
En 1591, il fut envoyé par le roi comme ambassadeur extraordinaire auprès de la reine Élisabeth d’Angleterre. Le 25 juin 1591, Antoine de Moret et de Beauvoir, signèrent le traité de Greenwich, avec les ministres de la reine d’Angleterre, qui stipulait l’envoi de quatre mille hommes auprès d’Henri IV, en échange de leurs soldes et entretien, de plus le roi Henri devant deux cent mille écus à la reine, il devait lui fournir les tailles, taxes et droits de la ville de Rouen, et celle du Havre.
Il est aussi nommé maître d’hôtel du roi de Navarre. Le roi le nomme ambassadeur permanent en Angleterre, en juillet 1596.